# Kosztorys
Kosztorys – dokument finansowy realizacji określonego zadania. 
Według Słownika Języka Polskiego kosztorys to obliczenie przewidywanych kosztów związanych z wykonaniem czegoś.

## Cele sporządzania kosztorysów
Kosztorys sporządza się m.in. w celu:
- określenia kosztów (lub ceny) wykonania określonego zadania:
  - przez inwestora w celu określenia możliwości i opłacalności realizacji zadania, kontroli złożonych ofert, uzyskania kredytu, prowadzenia i kontroli rozliczeń finansowych,
  - przez wykonawcę w celu złożenia oferty inwestorowi, prowadzenia rozliczeń w trakcie realizacji i innych,
- prowadzenia rozliczeń finansowych między zleceniodawcą (inwestorem) a zleceniobiorcą (wykonawcą), a także pomiędzy wykonawcą a podwykonawcami,
- rozstrzygania sporów,
- dowodowym,
- wyceny nieruchomości, jako element jednej z metod określania jej wartości.

## Dziedziny, w których wykonuje się kosztorysy
Kosztorysy wykonywane są w wielu dziedzinach, w różnych zakresach, o różnym stopniu szczegółowości, formy i podstawy prawnej, a także w ramach danej dziedziny przy kolejnych etapach realizacji zadania. Dziedziny, w których najczęściej stosuje się kosztorysy:
- budownictwo
- górnictwo
- energetyka
- renowacja zabytków
- architektura krajobrazu
- szacowanie nieruchomości w metodzie odtworzeniowej
- kosztorys w hotelu
- realizacja przedsięwzięć w zakresie kultury, np. kosztorys filmu, widowiska, spektaklu, itp.
- budowa okrętów
- informatyka.

Szczególnie rozwinięte i unormowane prawnie jest kosztorysowanie w budownictwie, w której to dziedzinie opracowano i rozwinięto szereg metod sporządzania kosztorysów budowlanych, stosowanych również do szacowania nieruchomości.

## Sporządzanie kosztorysu
Kosztorys sporządzany jest przez kosztorysanta w procesie kosztorysowania. Kosztorysantem, w zależności od dziedziny, w której działa, jest osoba o odpowiednim wykształceniu:
- w budownictwie – osoba posiadająca wiedzę na temat technologii realizacji prac, np. technik budownictwa, inżynier budownictwa, czasem także architekt,
- w szacowaniu nieruchomości – rzeczoznawca majątkowy,
- w dziedzinie sztuki – kierownik produkcji,
- w przemyśle stoczniowym – inżynier z odpowiednim wykształceniem.

W wielu wypadkach kosztorysantem mogą być osoby także o innej profesji, np. zarządca nieruchomości, pośrednik w obrocie nieruchomościami, architekt wnętrz czy architekt krajobrazu.